# St. Michael (Ludwigsfelde)

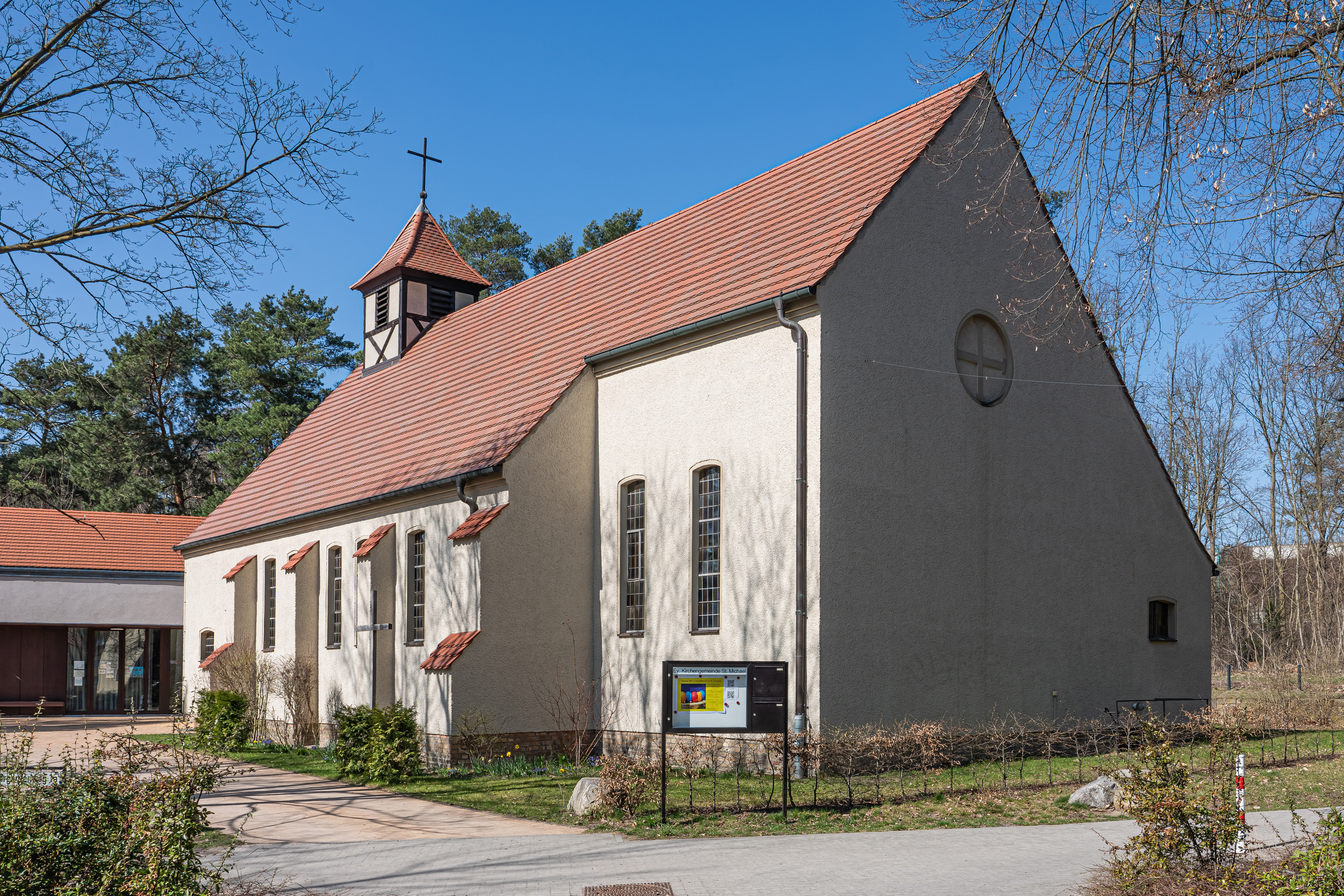
St. Michael in Ludwigsfelde

Die evangelische Pfarrkirche St. Michael ist eine Saalkirche aus den 1950er Jahren in Ludwigsfelde, einer Mittelstadt im Landkreis Teltow-Fläming im Land Brandenburg. Die Kirchengemeinde gehört zum Kirchenkreis Zossen-Fläming der Evangelischen Kirche Berlin-Brandenburg-schlesische Oberlausitz. Die Kirche trägt das Patrozinium des Erzengels Michael.

## Lage
Das Bauwerk liegt in der Kernstadt Ludwigsfeldes im Margeritenweg 1a. Nördlich verläuft die Bundesautobahn 10, östlich die Ernst-Thälmann-Straße. Das Gelände ist nicht eingefriedet.

## Geschichte
Zwar entstand die Kernstadt bereits in der Zeit von 1750 bis 1753, doch hatten die umliegenden und seinerzeit noch selbstständigen Gemeinden eine zum Teil deutlich größere Bedeutung. Erst mit der Industrialisierung wuchs der Anspruch der Kernstadt und damit auch der Wunsch nach einem eigenen Sakralbau. Durch den Zweiten Weltkrieg kam es jedoch zu keinem Neubau. Dieser wurde erst in den Jahren 1953 bis 1955 nach einem Entwurf des Kirchenbaurats Winfried Wendland ausgeführt. Die Kirchweihe fand am 8. Mai 1955 statt.

## Baubeschreibung

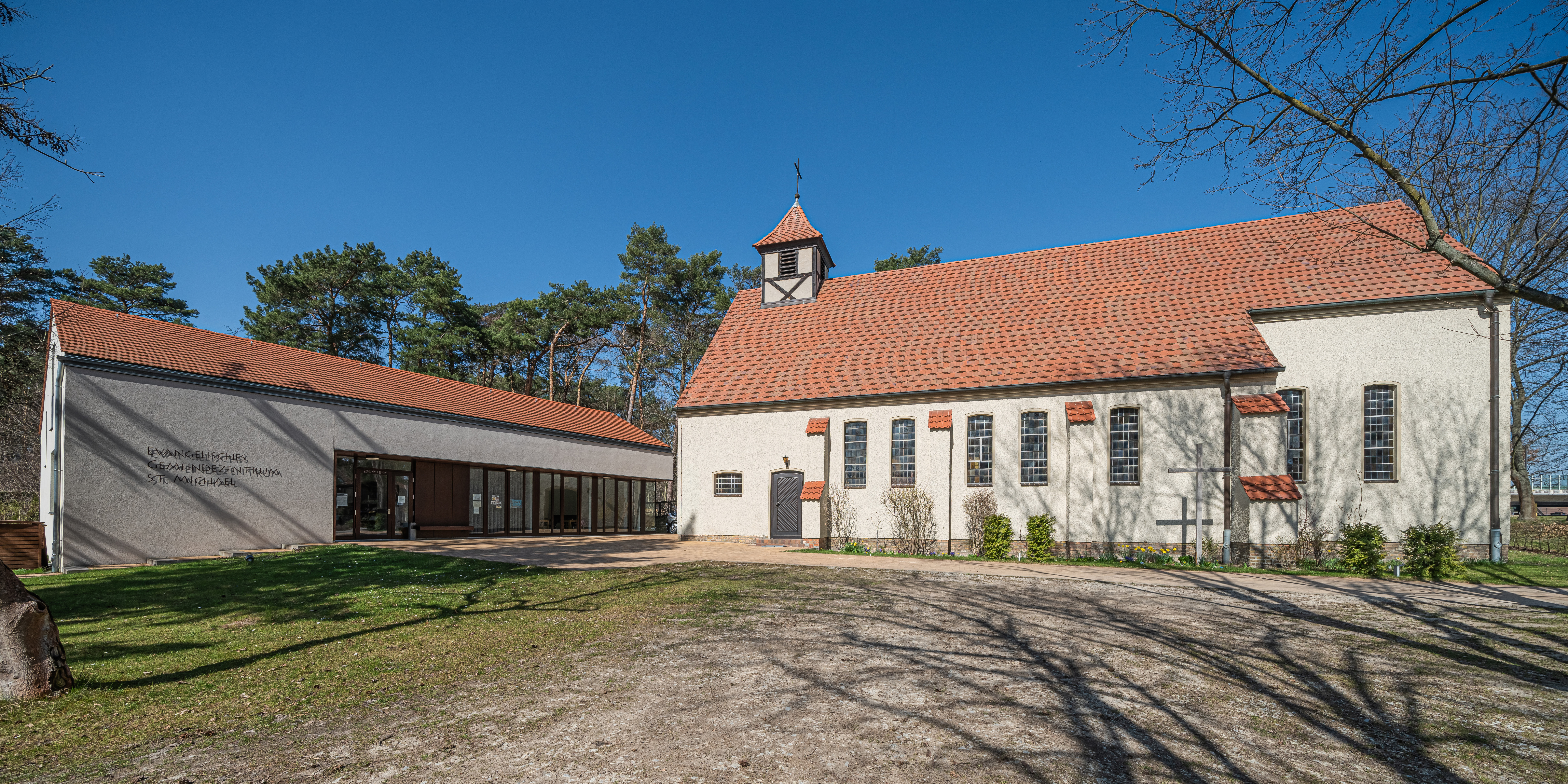
Ansicht mit Gemeindehaus

Das Bauwerk wurde im Wesentlichen aus Mauerstein errichtet, der bis auf einen Sockel flächig verputzt wurde. Der Chor ist dabei gerade und nicht eingezogen. Am Übergang zum Giebel ist eine Blende mit einem Kreuz. Nach Norden hin ist eine Sakristei angebaut, die mit einem Schleppdach in das Bauwerk optisch integriert wurde. Sie hat einen rechteckigen Grundriss und kann von Norden her über eine gedrückt-segmentbogenförmige Pforte betreten werden. An ihrer östlichen Seite ist ein gedrückt-segmentbogenförmiges Fenster. An der Südseite des Chors sind zwei hohe Fenster.
Die beiden Seiten des Langhauses sind symmetrisch aufgebaut. Am östlichen Ende ist zunächst ein hohes Fenster, gefolgt von je zwei Segmenten mit zwei paarweise angeordneten Fenstern, zwischen denen je ein Strebepfeiler für Stabilität sorgt. Das Kirchenschiff trägt ein schlichtes Satteldach, das mit Biberschwanz gedeckt ist.
Daran schließt sich nach Westen der Kirchturm an. Er nimmt in seinem unteren Bereich die volle Breite des Kirchenschiffs auf. An der Nordseite sind zwei kleine Fenster, an der Südseite eine Pforte sowie ein Fenster. Das Gebäude kann von einem großen Portal von Westen her betreten werden. Darüber ist im Giebel ein Ochsenauge. Ein als Dachreiter aufgesetzter Glockenstuhl wurde in Fachwerk ausgeführt. An den vier Seiten ist je eine Klangarkade, darauf ein Pyramidendach mit Kreuz.
Am Übergang zwischen Chor und Kirchenschiff steht an der Südseite ein hölzernes Kreuz.

## Ausstattung
Die Kirchenausstattung ist neuzeitlich. Das Altarblatt zeigt die Kreuzigung Christi, links die Versuchung und rechts den Kampf Michaels mit dem Drachen. Es stammt von dem deutschen Maler Gerhard Olbrich. In der Kreuzigungsszene ist ein Soldat der Wehrmacht abgebildet, die in einem Kirchenführer der Kirchengemeinde als „Mahnung und Kritik an jeder Form von Gewaltherrschaft“ gedeutet wird.